# 루츠 롱
카를 루트비히 ("루츠") 롱(독일어: Carl Ludwig ("Luz") Long, 1913년 4월 27일 ~ 1943년 7월 13일)은 독일의 육상 선수로 1936년 베를린 올림픽 멀리뛰기 은메달리스트였다. 스포츠 정신의 영혼에 그의 활동들로 인하여 피에르 드 쿠베르탱 메달을 수상하였다.
라이프치히에서 태어났다. 1936년 여름에 아프리카계 미국인 제시 오언스가 베를린에 도착하였던 때로 봐서 롱 자신이 멀리뛰기에서 군림하는 유럽 챔피언을 제외하고 그를 약간 걱정시켰다고 한다.
그러나 아돌프 히틀러와 100,000명의 관중들이 보면서 롱은 오언스와 악수를 하였다. 그는 그 거대한 미국 선수와 친구가 되어, 자신 나라의 정부가 아리안 인종 정책을 촉진하고 있음에 불구하고 그와 접촉하는 데 수줍어 하지 않았다.
롱이 올림픽 기록을 세웠을 동안, 오언스가 합격하는 데 거의 떨어졌던 유럽의 규칙들에 의하여 무시무시하게 되자 롱은 멀리뛰기 선발 시합에서 그에게 도움을 주었다. 결승전에서 롱은 오언스의 뒤로 밀려 은메달을 땄다.
한 밤에 롱은 선수촌에서 오언스를 찾아 오랜 사적인 이야기를 하여 장기적 우정에 결과를 가져왔다.
롱은 지속적으로 육상 대회에 나가 1937년 멀리뛰기에서 7.90m의 개인 전력을 이루었다.
라이프치히 대학교에서 법학 대학원을 마치고 함부르크에서 법률을 실습하였다. 그러나 제2차 세계 대전이 일어나면서 그는 징병되었다.
롱은 1943년 7월 10일 연합국이 점령한 시칠리아에서 부상을 당하여 3일 후에 사망하였다. 그는 모타 산타나스타지아 묘지에 안장되었다.